# Ágios Christóforos
Ágios Christóforos (Palaiokatouna, Agios Christoforos) är en ort i Grekland.   Den ligger i prefekturen Lefkas och regionen Joniska öarna, i den centrala delen av landet, 270 km väster om huvudstaden Aten. Ágios Christóforos ligger 32 meter över havet och antalet invånare är 138. Den ligger på ön Lefkas.
Terrängen runt Ágios Christóforos är varierad. Havet är nära Ágios Christóforos österut.  Närmaste större samhälle är Lefkáda, 14,5 km norr om Ágios Christóforos. 